# أليخاندرو بيربير
أليخاندرو بيربير (بالإسبانية: Alejandro Berber) (3 أغسطس 1987 بمونتيري في المكسيك - ) هو لاعب كرة قدم مكسيكي في مركز الدفاع. لعب مع نادي بويبلا.